# Awano
Awano (jap. 粟野町 Awano-machi) – miejscowość w Japonii, położona w powiecie Kamitsuga, w prefekturze Tochigi. 

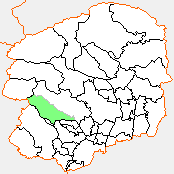
Położenie miasta w prefekturze Tochigi

W dniu 1 stycznia 2006 roku miejscowość Awano została włączona do miasta Kanuma. 